# Hegyeskalapú pókhálósgomba
A hegyeskalapú pókhálósgomba (Cortinarius acutus) a pókhálósgombafélék családjába tartozó, Európában és Észak-Amerikában honos, fenyvesekben élő, nem ehető gombafaj.

## Megjelenése

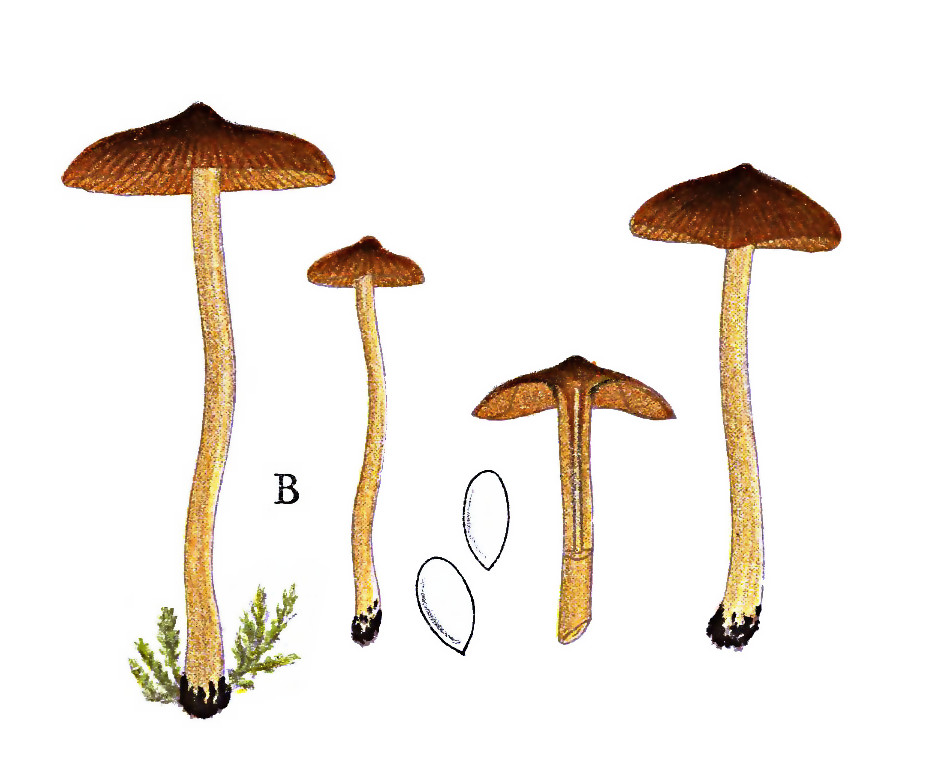

A hegyeskalapú pókhálósgomba kalapja 0,5-1,5 cm széles, alakja széles-kúpos, közepén hegyes púppal. Felülete a szélén szálas, középen sima. Színe sárgásbarna, narancsbarna, halvány vörösbarna; száraz időben erősen kifakul. Nedvesen széle áttetszően bordás, akár a kalap kétharmadáig.
Húsa nagyon vékony, sárgásbarna színű. Szaga és íze nem jellegzetes, tönkje tövében vegyszerszagú (jodoform) lehet; kiszárítva szaga erősebbé válik.
Viszonylag ritkás, vastag lemezei felkanyarodók, élük fűrészes. Színük sárgásbarna vagy narancsbarna. A fiatal lemezeket védő pókhálószerű kortina gyengén fejlett, fehér színű.
Tönkje 3–8 cm magas és 0,1-0,3 vastag. Alakja egyenletesen hengeres, gyakran görbült. Felszíne a kortina maradványaitól hosszanti fehéren szálas, színe sárgásbarna.
Spórapora rozsdabarna. Spórája tojásdad vagy ellipszis alakú, gyengén vagy közepesen szemölcsös, mérete 8-9 x 4,5-5,5 µm.

### Hasonló fajok
A hegyes sisakgomba, a fenyves sisakgomba, a gyepi sisakgomba, a szálastönkű sisakgomba, a tőzeges sisakgomba hasonlít hozzá.

## Elterjedése és termőhelye
Európában és Észak-Amerikában honos.
Fenyvesekben él, általában nedves, rossz tápanyagellátottságú talajokon, patakparton, az avaron vagy moha között. Nyár elejétől őszig terem. 
Nem ehető.